# رافائل سیتانو دی آراخو
رافائل سیتانو دی آراخو (به پرتغالی: Raffael Caetano de Araújo) هافبک اهل برزیل است که در شهر فورتالزا و در تاریخ ۲۸ مارس ۱۹۸۵ به دنیا آمده‌است.
رافائل سیتانو دی آراخو در تیم‌های فوتبال Chiasso ،زوریخ،هرتابرلین،دینامو کیف، شالکه ۰۴ و بروسیا مونشن‌گلادباخ سابقهٔ حضور دارد.